# 硝酸イソソルビド
硝酸イソソルビド（しょうさんイソソルビド）は狭心症の治療薬として用いられる硝酸エステル製剤である。一般名として、ヒドロキシ基の1つが硝酸エステルとなっている誘導体を含む製剤である一硝酸イソソルビドと2つとも硝酸エステル化されている二硝酸イソソルビドがあり、単に一般名で硝酸イソソルビドといった場合は後者（ビス硝酸エステル）を指す。
前者、後者共に肺高血圧治療薬、勃起不全治療薬のクエン酸シルデナフィル、塩酸バルデナフィル、タダラフィルとの併用は、過度の血圧降下となることがあり禁忌である。

## 一硝酸イソソルビド
一硝酸イソソルビド（いちしょうさんイソソルビド、英: Isosorbide mononitrate, ISMN）はイソソルビドのヒドロキシ基の1つが硝酸エステルとなっている誘導体である。 代表的な製剤名（いわゆる先発医薬品）はアイトロール錠（トーアエイヨー製造販売・アステラス販売）で、1994年に承認された:1。その他各種の後発医薬品も利用でき、日本国内では次に示す商品名で販売されている。
- アイスラール錠、ソプレロール錠、タイシロール錠

肝初回通過効果 (first pass effect) による化学的修飾を受け難く、生体内利用率が100%に近い上、個体差が少ない。生体内利用率 (bioavailability)、薬物動態 (pharmacokinetics) に優れている事から、欧米市場ではマーケットシェアを伸ばしてきた。

### 効能・効果
狭心症　―　発作時の寛解には不適

### 禁忌
一硝酸イソソルビドは下記の場合には禁忌である。
- 重篤な低血圧または心原性ショックのある患者
- 閉塞隅角緑内障の患者
- 頭部外傷または脳出血のある患者
- 高度な貧血のある患者
- 硝酸・亜硝酸エステル系薬剤に対し過敏症の既往のある患者
- ホスホジエステラーゼ5阻害作用を有する薬剤（シルデナフィルクエン酸塩、バルデナフィル塩酸塩水和物、タダラフィル）またはグアニル酸シクラーゼ刺激作用を有する薬剤（リオシグアト）を投与中の患者

### 副作用
重大な副作用は肝機能障害、黄疸である。治験では18.3%に副作用が起こり、その内訳は頭痛（12.8%）、頭重感（0.7%）、目眩（0.7%）、動悸（0.7%）、CK(CPK)上昇（1.6%）、ALT(GPT)上昇（1.3%）、AST(GOT)上昇（0.9%）等であった。

### 薬物動態
服用後1.5〜1.8時間程度で最高血中濃度に達し、その後の血中半減期は5.0〜6.0時間前後である:25。
肝臓で代謝を受け、一部は脱エステル化されてイソソルビド（→さらに開環してソルビトール）になり、一部はグルクロン酸抱合される:32。
胆汁に抱合体が、尿中に未変化体、抱合体、イソソルビド等が排泄されるが、胆汁に排泄されたものは腸肝循環するため、最終的に糞中にはほとんど排泄されない:32-33。
服用後24時間で95%が尿中に排泄される:34。

### その他
血液脳関門および血液胎盤関門を通過する。乳汁中に移行する事も知られている:30。
小児での使用経験がないので、小児での安全性は確立されていない。
連用すると耐性を生じるが、休薬期間を設ける事で回復できるとの報告が（類薬で）ある。

## 二硝酸イソソルビド
二硝酸イソソルビド（にしょうさんイソソルビド、英: Isosorbide dinitrate, ISDN）は、イソソルビドのヒドロキシ基が2つとも硝酸エステルとなっている誘導体である。代表的な製剤名（いわゆる先発医薬品）はニトロール錠・カプセル・注・スプレー（エーザイ販売）、フランドル錠・テープ（トーアエイヨー製造販売・アステラス販売）である。1976年には日本薬局方に収載されている。各種の後発医薬品も利用でき、日本国内では次に示す商品名で販売されている。
- アンタップRテープ、イソコロナールRカプセル、イソピットテープ、カリアントSPカプセル、サークレス注、ジアセラL錠、硝酸イソソルビド徐放錠、 硝酸イソソルビドテープ、ニトラステープ、リファタックテープ

経口剤としては初回通過効果を受けるため、徐放化や貼付剤として開発され、臨床の場で用いられている。

### 効能・効果
| 剤形                       | 効能・効果                                                                         |
| -------------------------- | ---------------------------------------------------------------------------------- |
| 速放錠（経口・舌下）       | 狭心症、心筋梗塞、その他の虚血性心疾患                                             |
| 徐放錠 徐放カプセル テープ | 狭心症、心筋梗塞（急性期を除く）、その他の虚血性心疾患 ― 発作寛解には不適          |
| 口腔内スプレー             | 狭心症発作の寛解                                                                   |
| 注射                       | 急性心不全（慢性心不全の急性増悪期を含む）、不安定狭心症、冠動脈造影時の冠攣縮寛解 |
| 持続点滴静注               | 急性心不全（慢性心不全の急性増悪期を含む）、不安定狭心症                           |

### 禁忌
二硝酸イソソルビドは下記の場合には禁忌である（経口薬、テープ、スプレーは一硝酸イソソルビドと同じ）。
- 重篤な低血圧または心原性ショックのある患者
- 閉塞隅角緑内障の患者
- 頭部外傷または脳出血のある患者
- 高度な貧血のある患者（注射薬・持続点滴静注薬では除外）
- 硝酸・亜硝酸エステル系薬剤に対し過敏症の既往のある患者
- ホスホジエステラーゼ5阻害作用を有する薬剤（シルデナフィルクエン酸塩、バルデナフィル塩酸塩水和物、タダラフィル）またはグアニル酸シクラーゼ刺激作用を有する薬剤（リオシグアト）を投与中の患者

注射薬と持続点滴静注薬ではさらに以下の項目が加わる。
- アイゼンメンゲル症候群または原発性肺高血圧症の患者
- 右室梗塞の患者
- 脱水症状のある患者
- 神経循環無力症の患者

### 副作用
重大な副作用は、注射薬と持続点滴静注薬ではショック、心室細動、心室頻拍が設定されている。その他の剤形では記載がない。
治験での副作用発現率は以下の通りである。
| 剤形                    | 副作用発現率                 | 主な副作用                   |
| ----------------------- | ---------------------------- | ---------------------------- |
| 速放錠:21               | 16.95%（経口） 4.49%（舌下） | 頭痛（12.31%） 頭痛（2.61%） |
| 徐放錠:30 徐放カプセル  | 16.44%                       | 頭痛（13.09%）               |
| テープ:39を再集計       | 11.32%                       | 接触皮膚炎（5.98%）          |
| 口腔内スプレー:18       | 7.14%                        | 頭痛（2.68%）                |
| 注射:22 持続点滴静注:23 | 6.80%                        | 頭痛（3.40%）                |

### 薬物動態
| 剤形           | 最高血中濃度到達時間 | 血中半減期                         |
| -------------- | -------------------- | ---------------------------------- |
| 速放錠（経口） | 25.6分               | 2相性（α相：18.2分、β相：93.5分）  |
| 速放錠（舌下） | 18.2分               | 2相性（α相：7.5分、β相：55.2分）   |
| 徐放錠         | 3時間                | 5時間前後（グラフより）            |
| 徐放カプセル   | 1〜6時間             | トラフ後4時間                      |
| テープ         | 6時間                | ＞48時間                           |
| スプレー       | 7.7分                | 2相性（α相：7.5分、β相：55.2分）   |
| 注射・点滴     | 1.5時間で定常        | 注入停止後 α相：3.9分、β相：78.0分 |

肝臓で代謝を受けてモノ硝酸エステルとなった後、一部は脱エステル化されてイソソルビド（→さらに開環してソルビトール）になり、一部はグルクロン酸抱合される:21。
投与後24時間で78%が、120時間で99%が尿中に排泄される:23。

### その他
血液脳関門を通過する:19。血液胎盤関門については資料がない。乳汁中に移行する事も知られている:20。
小児での使用経験がないので、小児での安全性は確立されていない。